# Seznam moravských šlechtických rodů, B
Tento seznam obsahuje výčet šlechtických rodů, které byly v minulosti spjaty s Markrabstvím moravským. Podmínkou uvedení je držba majetku, která byla v minulosti jedním z hlavních atributů šlechty, případně, zejména u šlechty novodobé, jejich služby ve státní správě na území Moravy či podnikatelské aktivity. Platí rovněž, že u šlechty, která nedržela konkrétní nemovitý majetek, jsou uvedeny celé rody, tj. rodiny, které na daném území žily alespoň po dvě generace, nejsou tudíž zahrnuti a počítáni za domácí šlechtu jednotlivci, kteří na Moravě vykonávali pouze určité funkce (politické, vojenské apod.) po přechodnou či krátkou dobu. Nejsou rovněž zahrnuti církevní hodnostáři z řad šlechty, kteří pocházeli ze šlechtických rodů z jiných zemí.

## B
- Bahenští z Lukova[1]
- Baillouové[2]
- Barattové[2]
- Barští z Baště[3]
- Bauerové (1867)[2]
- Bauerové (1870)[2]
- Bauchové z Tarnova[3]
- Bayerové z Esswachu[3]
- Beesové z Chrostiny[2]
- Belcrediové
- z Belku[4]
- Belrupt-Tissacové[2]
- Berchtoldové z Uherčic
- Berkové z Dubé
- Besigové z Rašova[3]
- Běsové z Přerova[3]
- z Bischofswerde[3]
- Bítovští z Bítova
- Bítovští z Lichtenburka
- Bítovští ze Slavíkovic
- Blanářové z Bejkova[3]
- Blenkové z Myslova[3]
- Blümegenové
- Bohdaličtí z Bohdalic[3]
- Bohdanečtí z Hodkova[3]
- Bochoufové z Polkenštejna[3]
- Bochnerové ze Stražiska[2]
- Bojakovští z Knurova[2]
- Boleslavští z Ritteršteina[2]
- z Bolíkovic[3]
- z Bornstetu[1]
- Borovští z Borové[3]
- z Boru[1]
- Boskovicové
- Bošovští z Polánky
- Brandenstein-Zeppelinové[2]
- z Brodku[3]
- Broumové z Chomutovic[1]
- Brtničtí z Valdštejna
- Brumové ze Žop[3]
- Bruntálští z Vrbna
- Březští z Březí[3]
- Bukůvkové z Bukůvky
- Buntschové[3]
- Buzičtí z Buzic[3]
- Byšičtí z Byšic[3]
- z Bystřice[3]